# Химна Џибутија
Државна химна Џибутија носи назив „Џибути” (сомалски: Jabuuti, афарски: Gabuuti). Химна је усвојена након проглашења независности 1977. године. Текст је на сомалском језику, а написао га је Аден Елми. Мелодију је компоновао Абди Робле.

## Текст
| Сомалски оригинал | Афарски превод | Енглески превод | Српски превод |
| --- | --- | --- | --- |
| Hinjinne u sara kaca Calankaan harraad iyo Haydaar u mudateen. Hir cagaarku qariyayiyo Habkay samadu tahayoo Xiddig dhi igleh hoorshoo Caddaan lagu hadheeyaay. Maxaa haybad kugu yaal. | Soolisnuh inkih solaa Simbiliiy kah bakaree Macalleh giclool bahnee (2) Bulci kaak qaran sido Hey gubi kaak baaxo agdaay Cutukti caxte cayduu Qidi wagri silaalo Faylay heebati kumuu (4) | Arise with strength! For we have raised our flag, The flag which has cost us dear With extremes of thirst and pain. Our flag, whose colours are the everlasting green of the earth, The blue of the sky, and white, the colour of peace; And in the centre the red star of blood. Oh flag of ours, what a glorious sight! | Устани снажно! Јер подигли смо заставу, Заставу која нас је много коштала Уз екстремну жеђ и бол. Застава наша, чије су боје вечно зеленило планете, Плаветнило неба, и бела боја мира; А у средишту црвена звезда крви. О заставо наша, прелепог изгледа! |